# Emil Theodor Kocher
Emil Theodor Kocher (Bern, 1841. augusztus 25. – Bern, 1917. július 27.) svájci orvos és kutató. 1909-ben fiziológiai Nobel-díjban részesült „a pajzsmirigy fiziológiájának, patológiájának és sebészetének területén végzett munkájáért”.

## Élete
Theodor Kocher 1841. augusztus 25-én született Bernben. Apja, Jakob Alexander Kocher vasútépítő mérnök volt, 1848-58 között ő volt Bern kanton útépítési és csatornázási főmérnöke. Anyja, Maria Kocher (lánykori nevén Wermuth) igen vallásos asszony volt, a Morva Egyház tagja; Theodort, valamint másik négy fiát és egy lányát is ilyen szellemben nevelte. 

### Tanulmányai
Theodor Burgdorfban kezdte az elemi iskolát (a család akkor ott élt), majd Bernbe visszaköltözésük után ott végezte el az elemi és középiskolát. A gimnáziumban osztályelső volt. 1858-ban kezdte el orvosi tanulmányait a Berni Egyetemen, a diplomáját 1865-ben kapta meg. Ugyanezen év tavaszán, kedvenc tanárával Anton Biermerrel Zürichbe költözött, ahol a Theodor Billroth vezette kórházban dolgoztak. Billroth munkássága jelentős befolyással volt a fiatal Kocherre. Néhány hónappal később európai körútra indult, ahol megismerkedett a kor jelentős sebészeivel. Az utat feltehetően egy tehetős svájci asszony, a Morva Egyház tagja finanszírozta.
1865 októberében Berlinbe utazott és Bernhard von Langenbecktől tanult. Szeretett volna hosszabb ideig maradni és kérte asszisztensi állásba való felvételét, amit a professzor nem tudott teljesíteni. 1867 áprilisában továbbutazott Londonba és három hónapot töltött ott, a kor híres sebészeitől (Jonathan Hutchinson, Henry Thompson, John Erichsen) tanulva. Júliusban Párizsba költözött ahol megismerkedett Auguste Nélatonnal, Auguste Verneuil-el és Louis Pasteurrel. 

### Egyetemi karrierje
Ezután visszatért Bernbe és 1867 október 12-én habilitált. A Berni Egyetemen Georg Lücke tanársegédje volt és amikor az 1872-ben Strassburgba költözött, megpályázta az állását. A tanszék a német Franz Königet javasolta, de a diákok, asszisztensek és orvosok petícióval fordultak a berni önkormányzathoz, hogy inkább a svájci Kochert válasszák a professzori állásra. Mivel neves külföldi sebészek is a támogatásukról biztosították, valamint a sajtó is felkapta az ügyet, így végül Theodor Kocher professzor lett és az egyetemi sebészeti klinika igazgatója.
1878 és 1903 között ő volt az egyetem rektora. 1904-ben magánklinikát nyitott, ahol főleg tehetősebb, sok esetben külföldi pácienseket kezelt. 1913-ban ő műtötte meg Lenin feleségét, Nagyezsda Krupszkaját. 

### Családja és személyisége
1869-ben feleségül vette Marie Witschi-Courant-t. Három fiuk született akikkel Kocher gyakran teniszezett vagy lovagolt. Legidősebb fia, Albert is sebészetet tanult és a Berni Egyetemen lett tanársegéd. Kocher tagja volt a Morva Egyháznak és élete végéig mélyen vallásos maradt, sikereit Isten ajándékának tulajdonította. Nagy veszélyt látott a materializmus terjedésében és az első világháború fő okának is a vallásosság hanyatlását tartotta.

### Halála
1917. július 23-án Theodor Kochert sürgős esethez hívták az egyetemi kórházba. Elvégezte a műtétet, de utána rosszul lett és ágyba feküdt, jegyzetein dolgozva. Ezután elvesztette az eszméletét és négy nappal később, július 27-én meghalt. 

## Munkássága

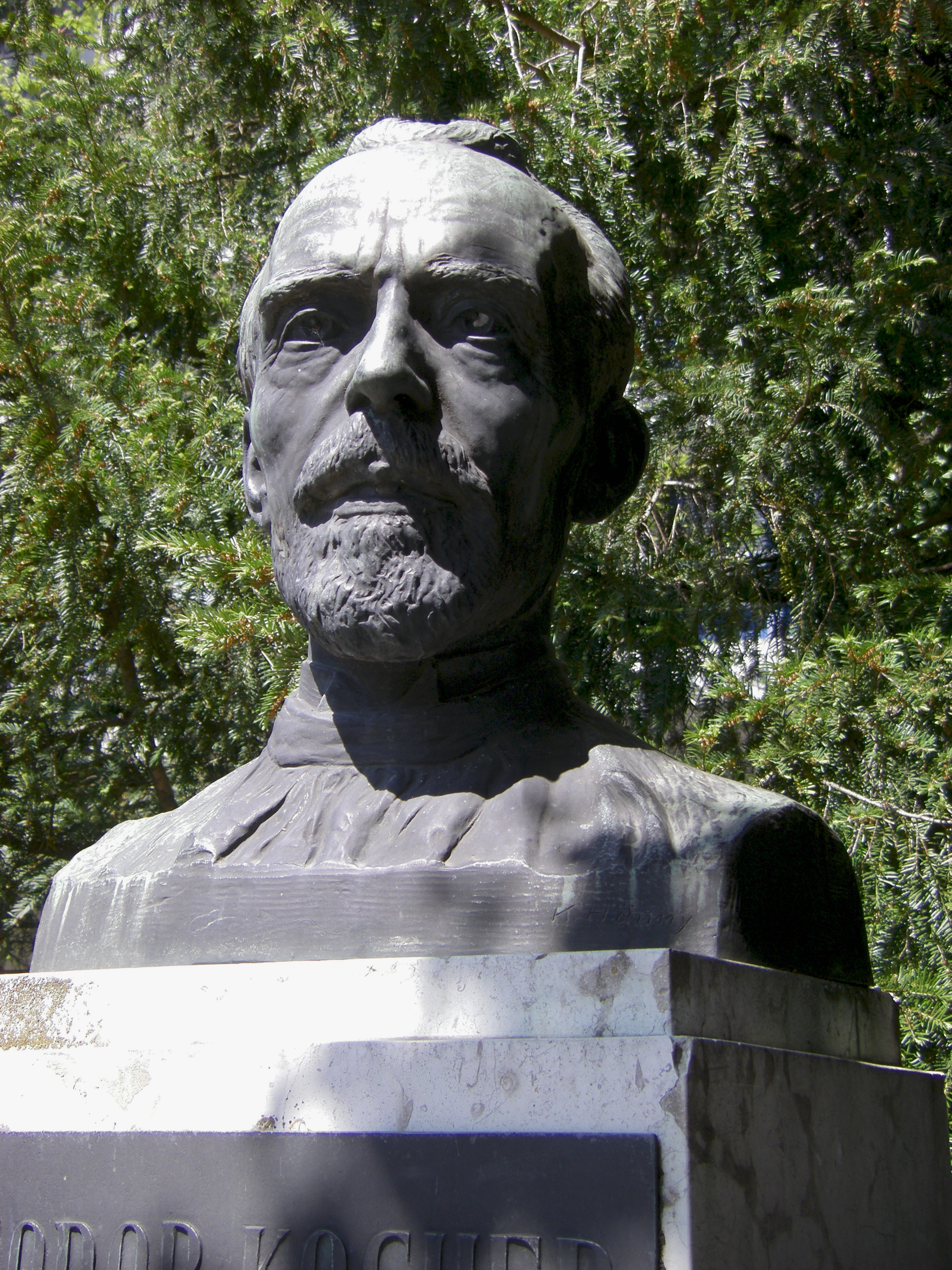
Theodor Kocher mellszobra a berni egyetemi kórház főbejáratánál

Theodor Kocher harmincévesen lett a Berni Egyetem professzora és a sebészeti klinika vezetője és élete hátralevő 45 évét ennek az intézménynek szentelte. Teljesen újjáépíttette a klinikát, 249 könyvet és jelentős cikket publikált, számos orvost képzett és betegek ezreit gyógyította. Elsődleges szakterületének az alkalmazott sebészet, idegsebészet, de mindenekelőtt az endokrinológia és a pajzsmirigy sebészete számított. Utóbbi tevékenységéért 1909-ben elnyerte az orvosi Nobel-díjat, a díjjal járó 200 000 svájci frankot egy kutatóintézet alapítására ajánlotta fel. A sebészet gyakorlata jelentős változáson ment át Kocher korában és ő nem habozott alkalmazni a hasznos újításokat, úgy mint a rigorózus fertőtlenítést és az antiszeptikus körülmények közti operációt, a műtét közbeni anasztézia folyamatos ellenőrzését és a helyi érzéstelenítést, valamint a vérzés minimálisra csökkentését.
Először akkor hívta fel magára a figyelmet, amikor 1870-ben új módszert javasolt a vállövi ficam kezelésére, amely a páciens részére kevésbé volt fájdalmas. Korai munkáiban foglalkozott a golyó ütötte sebek kezelésével is.
Idegsebészeti kutatásaiban elsősorban az agyrázkódást és a koponyaűri nyomást tanulmányozta. Elképzelése szerint az epilepsziát egyes esetekben agydaganat és a koponyaűri nyomás növekedése okozza és a cerebrospinális folyadék leszívásával az epilepszia gyógyítható.
Kocher karrierjének kezdetén a golyvát teljes pajzsmirigyeltávolítással próbálták kezelni, de a művelet igen veszélyes volt, a mortalitási ráta elérhette a 75%-ot, és Franciaországban egy időben be is tiltották. Kocher az új sebészeti módszerek szigorú alkalmazásával és híresen precíz és lassú operációs stílusával 1901-re 0,5%-ra csökkentette a műtéti halálozást. Kocher és kollégái arra is rájöttek, hogy a pajzsmirigy teljes kiirtása hormonhiány okozta kretenizmushoz vezet. Sok esetben éppen Kocher precíz munkája, amivel a pajzsmirigy minden maradékát eltávolította, volt a betegek későbbi testi és szellemi leépülésének oka. Kocher 1883-ban hívta fel erre a jelenségre a figyelmet, de érveit kétkedéssel fogadták, mert akkor még feltételezték, hogy a kretenizmus a golyva későbbi, súlyosabb formája. A későbbiekben a pajzsmirigy funkcióinak jobb megismerésével bebizonyosodott, hogy valóban a hormonhiány okozza a veleszületett és szerzett kretenizmust.
Theodor Kocher fejlesztett ki több sebészeti műszert (kraniométer, Kocher-fogó) és technikát (Kocher-manőver, Kocher-bevágás) valamint róla nevezték el a Kocher-Debre-Semelaigne szindrómát. Fő műve, a Chirurgische Operationslehre hat kiadást ért meg és több nyelvre lefordították. 

## Emlékezete
Theodor Kocherről a berni Theodor Kocher Intézetet, a Kochergassét és a Kocher Parkot nevezték el. Az egyetemi kórházban és a parkban felállították mellszobrát is. A Távol-Keleten egy vulkán viseli Kocher nevét. 

## Fordítás
- Ez a szócikk részben vagy egészben  az   Emil Theodor Kocher című angol Wikipédia-szócikk ezen változatának fordításán alapul.  Az eredeti cikk szerkesztőit annak laptörténete sorolja fel. Ez a jelzés csupán a megfogalmazás eredetét és a szerzői jogokat jelzi, nem szolgál a cikkben szereplő információk forrásmegjelöléseként.